# 皇家英联邦游泳池
皇家英联邦游泳池（Royal Commonwealth Pool）是苏格兰爱丁堡的一座A类登录建筑，是苏格兰的主要游泳池之一。

## 历史
1966年，当时的市长Herbert Archbold Brechin规划了这个游泳池，作为爱丁堡英联邦运动会工程的一部分，于1970年完成。
建筑开始于1967年，于1970年完工。建筑由罗伯特·马修·约翰逊·马歇尔设计。
游泳池在2009年至2012年间关闭，进行内部重建。